# 二戴故里
二戴故里或称大小戴故里，是西汉儒学大家戴圣、戴德的家乡，位于今河北邯郸成安县北乡义乡。
清朝嘉庆年间有人在成安县北乡义乡村南官道北侧立立「汉大儒大小戴故里」碑，称为“二戴碑”，文革时期石碑不知所向，到了1992年成安县政府才重新立碑，并在石碑背后刻写戴德戴圣二人辑注《礼记》的功绩。而戴圣、戴德的家族墓地还有祖茔位于成安县北乡义村西北一带，后来被漳河发大水被冲毁，但是民国时期仍留有部分残迹。
那里的二戴碑也受到当时各界人士的尊重，但凡路过此碑时，文官下轿，武官下马，而民间祈雨的时候众人也前来祭拜。